# Лео Бартемайер
Лео Бартемайер (на английски: Leo H. Bartemeier) е американски психоаналитик и психиатър, бивш президент на Международната психоаналитична асоциация.

## Биография
Роден е на 12 септември 1895 година в Мускатин, САЩ, най-възрастният от четири деца. Баща му е собственик на железарски магазин. След като завършва енорийско училище, продължава да учи в гимназията и колежа Св. Мери.
Лео Бартемайер е президент на Американската психоаналитична асоциация (1944 – 1945) и Международната психоаналитична асоциация (1949 – 1950).
Умира през 1982 година на 87-годишна възраст.